# Cercle de Ménaka
Le Cercle de Ménaka est une subdivision de la région de Ménaka. Après l'adoption définitive du projet de loi adopté par le conseil des ministres du 14 décembre 2011. 

## Population
Les nomades du Cercle de Ménaka se composent de Touaregs Ouellemindens, de Haoussas, de Peuls, de Sonrhais. Ce peuple vit traditionnellement de l'élevage (troupeaux de vaches, de chamelles, de brebis et de chèvres) en harmonie avec la nature.
Dès le début des années 1970, des périodes de sécheresse et de rébellion se succèdent et les pâturages se font rares ou disparaissent. Les cheptels bovins, ovins, camelins et caprins sont décimés à 90 %. Un déséquilibre s'installe, s'accentue et les ressources essentielles (lait, viande, cuir pour les tentes et les objets) diminuent considérablement.
Les conditions climatiques ont modifié l'environnement et les Ouellemindens doivent alors s'adapter à ce nouveau milieu et changer leur mode de vie. C'est le début de la sédentarisation et de la recherche d'appuis occidentaux.

## Subdivisions
Avant 2023, l'ancien cercle de Ménéka qui deviendra une région est divisé en quatre cercles : Ménaka, Andéramboukane, Inékar et Tidermène. Il compte 5 communes : Alata, Andéramboukane, Inékar, Ménaka et Tidermène.
Depuis 2023, le cercle codé en 1001, est divisé en 4 arrondissements, 9 communes, 77 villages, fractions et quartiers VFQ.
| Code   | Arrondissement                   |
| ------ | -------------------------------- |
| 100101 | Arrondissement central de Ménaka |
| 100102 | Arrondissement de Infoukarétane  |
| 100103 | Arrondissement de Izgarat        |
| 100104 | Arrondissement de Haïgana        |

| Code     | Commune       | Chef-lieu     | VFQ |
| -------- | ------------- | ------------- | --- |
| 10010101 | Assakaraye    | Wasseifi      | 7   |
| 10010102 | Iziguirète    | Inagare       | 8   |
| 10010103 | Inazole       | Inazole       | 7   |
| 10010104 | Ménaka        | Ménaka        | 36  |
| 10010201 | Infoukarétane | Infoukarétane | 3   |
| 10010202 | Tabankort     | Tabankort     | 3   |
| 10010203 | Tin Abaw      | Tin Abaw      | 7   |
| 10010301 | Izgarat       | Izgarat       | 5   |
| 10010401 | Haïgana       | Haïgana       | 1   |